# Леопольд III (король Бельгії)
Леопольд III (фр. Léopold Philippe Charles Albert Meinrad Hubertus Marie Miguel, нід. Leopold Filips Karel Albert Meinrad Hubertus Maria Miguel; 3 листопада 1901 — 25 вересня 1983) — король Бельгії з 17 лютого 1934 до 16 липня 1951 року.

## До війни

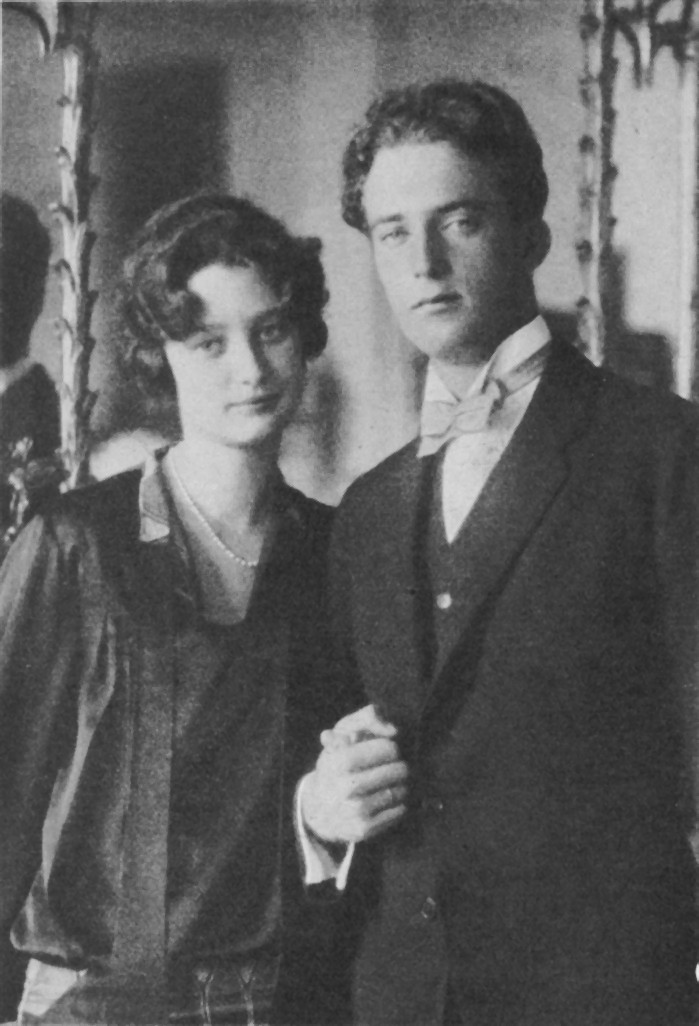
Леопольд III разом із своєю дружиною, шведською принцесою Астрід (1926 рік)

Син героя Першої світової війни Альберта I, під час війни кронпринц-підліток служив у 12-му полку рядовим. Вступив на престол після загибелі батька-альпініста в горах. 1926 року Леопольд одружився зі шведською принцесою Астрід. Вона була дуже популярною серед бельгійців, однак також трагічно загинула лише за рік після вступу чоловіка на престол. 29 серпня 1935 року під час автомобільної поїздки на відпочинку у Швейцарії в Кюснахт-ам-Рігі, кантон Швіц, на березі Люцернського озера Леопольд не впорався з кермом, і машина впала до озера; король зумів вибратись, але врятувати королеву не вдалось. Астрід залишила Леопольду дочку Жозефіну-Шарлотту і двох синів, майбутніх королів Бельгії Бодуена I та Альберта II. У момент загибелі вона була вагітною четвертою дитиною.

## Друга світова війна
Під час Другої світової війни 10 травня 1940 року до Бельгії вторглись німецькі війська. Після капітуляції бельгійської армії уряд вирушив у Париж, а звідти — в Лондон, проте Леопольд залишився в Брюсселі й не очолив уряд у вигнанні, на відміну від королеви Нідерландів Вільгельміни чи, згодом, короля Норвегії Гокона VII. Це спричинило звинувачення короля в колабораціонізмі з боку власного уряду і прем'єр-міністра Франції Поля Рейно, які відмовились визнавати його права на престол. Німецька адміністрація Бельгії також позбавила його фактичної влади й посадила короля під домашній арешт у брюссельському палаці.
11 вересня 1941 року король-вдівець Леопольд взяв другий морганатичний шлюб з Ліліан Байльс (1916—2002). Про шлюб було офіційно оголошено тільки у грудні, причому король надав їй титул принцеси де Реті, а не королеви. Звістка про новий шлюб короля зіпсувала його репутацію в очах підданих, які любили Астрід та звинувачували чоловіка в її загибелі.
У січні 1944 року Леопольд написав «політичний заповіт», в якому не згадував про Спротив і виступав зі звинуваченнями на адресу власного уряду, як відповідального за катастрофу, і союзників. Восени 1944 року Леопольд з другою родиною під збройною охороною СС був вивезений до Хіршштайна, а потім переведений у Штробль під Зальцбургом. Там його звільнила американська армія у травні 1945 року.

## Повернення короля. Зречення
До того часу Бельгія вже була звільнена союзниками, і її уряд заборонив Леопольду як колабораціоністу повертатись на батьківщину (хоча формально його не було повалено). З 1944 року було встановлено регентство брата Леопольда, принца Шарля. 1946 року слідча комісія визнала Леопольда невинним у співпраці з нацистами. 1950 року було проведено референдум щодо його майбутнього, і 57 % виборців проголосували за повернення.
Король прибув у Брюссель і відновив правління, однак суспільство розкололось між соціалістами і валлонами, які виступали проти короля, та християнськими демократами і фламандцями, які його підтримували. Почались сутички на політичному й національному підґрунті, страйки; країна опинилась під загрозою громадянської війни. За цих умов 16 липня 1951 року Леопольд III зрікся престолу на користь сина Бодуена I, який до того часу став повнолітнім.

## Шлюб та діти
1926 року принц Леопольд одружився з принцесою Астрід Шведською (1905–1935). У шлюбі народились:
- Жозефіна-Шарлотта (1927–2005) — з 1953 року дружина великого герцога Люксембургу Жана;
- Бодуен I (1930–1993), король Бельгії
- Альберт II (нар. 1934), король Бельгії

1941 року король Леопольд III уклав таємний морганатичний шлюб з Ліліан Байльс (1916–2002), яка пізніше отримала титул принцеси де Реті. У шлюбі народились:
- принц Олександр (1942–2009);
- принцеса Марія-Кристіна (нар. 1951);
- принцеса Марія-Есмеральда (нар. 1956).

Потомство Леопольда III від другого шлюбу має титул принців, але не має права на престол.

## Останні роки
До завершення життя він титулувався принцом Бельгійським та герцогом Брабантським, хоча неформально його продовжували називати королем. На покої екс-монарх зайнявся соціальною антропологією та, за участі (з 1954 року) його радника Ернста Шефера, об'їхав весь світ. У Сенегалі він критикував процес деколонізації. Похований у королівській усипальниці в Лакені поряд із дружиною Астрід, а 2002 року там же поховано і другу його дружину Ліліан.